# 13 Leonis Minoris
13 Leonis Minoris är en misstänkt variabel (VAR:) i Lilla lejonets stjärnbild.
13 Leonis Minoris har visuell magnitud +6,14 och varierar utan fastställd amplitud eller periodicitet. Den befinner sig på ett avstånd av ungefär 175 ljusår.